# علیرضا منادی سفیدان
علیرضا منادی سفیدان (زادهٔ ۱۵ اردیبهشت ۱۳۴۸ در تبریز) سیاستمدار ایرانی است که به عنوان نمایندهٔ تبریز، آذرشهر و اسکو در دوره دوازدهم مجلس شورای اسلامی فعالیت می‌کند. او در دوره‌های هشتم، نهم و یازدهم نیز حضور داشت. او همچنین رئیس کمیسیون آموزش و تحقیقات مجلس شورای اسلامی در دوره یازدهم و دوره دوازدهم مجلس شورای اسلامی است.
در انتخابات دوره دهم مجلس شورای اسلامی نیز، در ابتدا نام وی به‌عنوان یکی از نمایندگان حوزه انتخابیه تبریز معرفی شد ولی در نهایت با بازشماری آرا توسط شورای نگهبان، محمداسماعیل سعیدی به جای او معرفی شد.

## حواشی
علیرضا منادی به عنوان رئیس کمیسیون آموزش و تحقیقات مجلس شورای اسلامی با شماری از معلمان معترض از استان خوزستان جلسه دارد. اما درحالی‌که تعدادی از معلمان در حال صحبت کردن با او هستند و مشکلات خود را مطرح می‌کنند، منادی در حال تمیز کردن دندان‌های خود با ناخن است و سپس از زیر میز مشتی تنقلات برمی‌دارد و شروع به خوردن می‌کند و بعد صندلی خود را به چپ و راست می‌چرخاند.
بسیاری از کاربران در شبکه اجتماعی اکس (توییتر) رفتار او را «بی‌احترامی» به معلمانی می‌دانند که در حال صحبت با او و طرح مشکلات خود هستند.
یک کاربر با «زننده» توصیف کردن رفتار او گفته‌است «انگار حرف‌های معلم برایش هیچ ارزشی ندارد.»
عده‌ای دیگر این برخورد را نشان دهنده نگاه از بالا به پایین مسئولان می‌دانند: «نشان‌دهنده رفتار ارباب منشانه مسئولان است که مردم را رعیت خود می‌انگارند.»